# Guirim
Guirim is een census town in het district Noord-Goa van de Indiase staat Goa. 

## Demografie
Volgens de Indiase volkstelling van 2001 wonen er 6371 mensen in Guirim, waarvan 51% mannelijk en 49% vrouwelijk is. De plaats heeft een alfabetiseringsgraad van 70%. 